# Georges Pitoëff
Georges Pitoëff, nato Georgij Pitoev (Tbilisi, 1884 – Ginevra, 1939), è stato un attore e regista teatrale francese di origine georgiana, marito dell'attrice Ludmilla Pitoëff e padre di Sacha Pitoëff.

## Biografia
In seguito ai moti rivoluzionari del 1905, si trasferì a Parigi con la famiglia.
Notato dall'attrice Vera Fëdorovna Kommisarževskaja, fu da lei scritturato e ritornò in patria.
Dopo aver fatto importanti esperienze sotto la direzione di Konstantin Sergeevič Stanislavskij e Vsevolod Ėmil'evič Mejerchol'd al Teatro d'Arte di Mosca, diresse la sua prima compagnia, il Teatro Nostro, a San Pietroburgo. 
Nel 1914, di ritorno a Parigi, incontrò e sposò Ludmilla Pitoëff. Impossibilitato a raggiungere la Russia, a causa dello scoppio della prima guerra mondiale, trovò rifugio a Ginevra, dove fondò la compagnia Pitoëff, trasferita in seguito a Parigi, mettendo in scena un repertorio quanto mai eclettico.
Fu padre dell'attore Sacha Pitoëff.
Come attore, benché privo di alcuni requisiti (aveva una voce debole ed un insopprimibile accento esotico), Pitoëff riusciva tuttavia ad esercitare un forte fascino, grazie all'intelligenza e all'intensità delle sue interpretazioni.
Come regista fu un appassionato assertore dell'assoluta indipendenza dell'arte scenica dal testo scritto. Pur mantenendosi fedelissimo all'opera letteraria, Pitoëff volle agire sempre in piena libertà, ripudiando ogni adesione ad un preconcetto indirizzo estetico. Le sue regie ebbero tutte una costante comune: l'espressione del suo stile, che si estrinsecò in una forte tendenza al sintetismo. Servendosi di minimi mezzi (qualche tenda, pochi elementi allusivi, un accorto gioco di luci) ed orchestrando sapientemente la recitazione, Pitoëff raggiunse spesso risultati di magica suggestione.

## Filmografia parziale
- La donna dai due volti (Le Grand Jeu), regia di Jacques Feyder (1934)